# Víctor Hugo del Río
Víctor Hugo del Río (nacido el 1 de enero de 1953 en Buenos Aires, Argentina) es un ex-futbolista argentino nacionalizado colombiano. Jugaba de volante y su primer club fue Racing Club.

## Carrera
Comenzó su carrera en 1973 jugando para Racing Club. Jugó para el club hasta 1977. En ese año se fue a Colombia para formar parte de las filas del Once Caldas. Se mantuvo jugando en el equipo hasta 1979. En 1980 siguió su estadía por Colombia, jugando esta vez en el Deportes Tolima hasta 1984. En 1985 juega con el Deportivo Pereira, hasta su retiro en el año 1987.

## Nacionalidad
A pesar de que nació en Argentina, desarrolló mayor parte de su carrera en Colombia y se nacionalizó colombiano.

## Clubes

### Futbolista
| Club              | País      | Año       |
| ----------------- | --------- | --------- |
| Racing Club       | Argentina | 1973-1977 |
| Once Caldas       | Colombia  | 1977-1979 |
| Deportes Tolima   | Colombia  | 1980-1984 |
| Deportivo Pereira | Colombia  | 1985-1987 |

### Entrenador
| Club       | País     | Año  |
| ---------- | -------- | ---- |
| Unión Meta | Colombia | 2000 |